# متریک (ریاضیات)

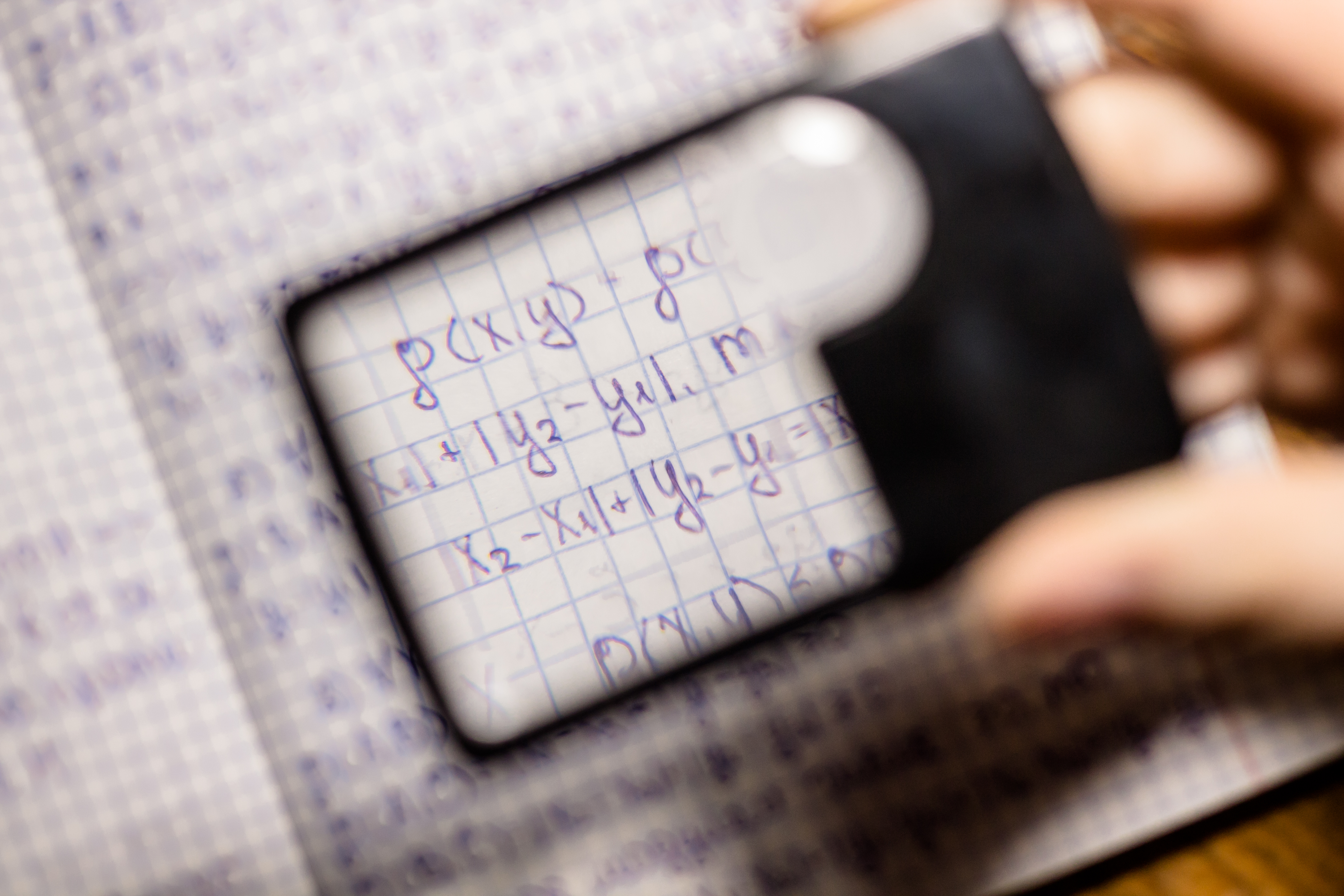
متریک یا سنجه

در ریاضیات، یک متریک یا سنجه (به انگلیسی: metric) یا تابع فاصله، تابعی است که فاصله‌ای را بین عناصر یک مجموعه تعیین می‌کند. مجموعه‌ای که متریک روی آن تعریف می‌شود، فضای متریک نامیده می‌شود.

## تعریف
یک متریک روی مجموعه X تابعی است از X × X به R (مجموعه اعداد حقیقی) که شرایط زیر در مورد آن صدق می‌کند:
1. اصل جدایی یا منفی نبودن: برای هر جفت المان، خروجی متریک مقداری بزرگتر مساوی ۰ است.
2. اصل انطباق یا هویت غیرقابل تشخیص: تنها در صورتی خروجی متریک برابر ۰ است که هر جفت المان ورودی یکسان باشند. از سوی دیگر، زمانی که دو المان ورودی یکسان باشند، قطعاً خروجی تابع فاصله (متریک) برابر ۰ خواهد بود.
3. تقارن: خروجی متریک برای فاصله بین المان x و المان y و فاصله بین المان y و x یکسان است.
4. نابرابری مثلثی: خروجی متریک برای فاصله بین دو المان x و z کوچکتر مساوی جمع خروجی متریک برای فاصله x و y و فاصله y و z است.

شرط اول و دوم با هم تولیدکننده قطعیت مثبت هستند. ضمناً شرط اول قابل تولید از شروط دیگر است.